# Дамска детективска агенция № 1
 Тази статия е за романа на Алегзандър Маккол Смит.  За едноименната поредица вижте Дамска детективска агенция № 1 (поредица).  
Дамска детективска агенция № 1 (на английски: The No. 1 Ladies' Detective Agency) е роман на шотландския писател Алегзандър Маккол Смит. Романът е издаден през 1999 г. от британското издателство „Полигон Букс“. На български език е издаден през 2004 г. от издателство „Изток - Запад“, като първа книга в поредицата „Дамска детективска агенция № 1“.

## Сюжет
Внимание:  Текстът по-долу разкрива сюжета на произведението (или части от него)!
Действието на книгата се развива в африканската страна Ботсвана. Главен персонаж в романа е маа Прешъс Рамотсве, дъщеря на бившия миньор Обед, която става частен детектив и основава първата в столицата на Ботсвана Габороне „Дамска детективска агенция № 1“. Тя е изправена пред предразсъдъците и предизвикателствата на едно строго патриархално общество. Развитието на скромната агенция на маа Рамотсве показва, че понякога жените могат да са по-добри в смятаните за чисто мъжки професии, защото са надарени с интуиция, а и са доста по-наблюдателни. Книгата не е типичен криминален роман – детективския елемент е само средство за разкриване на красотата и хармонията на екзотичната Ботсуана и на богатата душевност на нейните жители.

## Екранизация
След огромния успех на книгите на МакКол Смит книгите от поредицата стават основа на телевизионен сериал, филмиран от Би Би Си и Ейч Би О. Пилотния епизод е заснет през 2007 г. в Ботсвана от режисьора Антъни Мингела, и се излъчва през 2008 г. През 2009 г. са заснети и излъчени още 6 епизода от сериала.